# پسر هیمالیا
پسر هیمالیا (به هندی: Himalay Putra) یک فیلم سینمایی هندی در ژانر فیلم عاشقانه محصول سال ۱۹۹۷ به کارگردانی پانکوج پاراشار است. در این فیلم بازیگرانی همچون آکشای کانا، آنجلا زواری، وینود کانا، هما مالینی، جانی لور، دنی دنزونگپا، آمریش پوری ایفای نقش کرده‌اند.